# Hawton
Hawton est un village du Nottinghamshire, en Angleterre.